# 파더 피거스
《파더 피겨스》(영어: Father Figures, 영국 제목은 영어: Who's Your Daddy?)는 미국에서 제작된 로런스 셔 감독의 2017년 코미디 영화이다. 셔의 첫 영화 연출작이다. 오언 윌슨, 에드 헬름스, 글렌 클로스 등이 출연하였고, 아이번 라이트먼 등이 제작에 참여하였다. 알려진 다른 제목은 바스터즈이다.

## 줄거리
아버지가 어려서 돌아가신 줄로만 알고 자란 이란성 쌍생아 카일과 피터는 실은 어머니가 자신들의 친부가 누구인지 몰라 거짓말을 했다는 것을 알게 된다. 친부를 찾아 나선 형제는 어머니와 만났던 남성들을 마주하며 딱히 알고 싶지 않았던 어머니의 생생한 과거를 파헤치게 된다.

## 출연진
- 오언 윌슨
- 에드 헬름스
- 글렌 클로스
- 캣 윌리엄스
- J. K. 시먼스
- 테리 브래드쇼
- 크리스토퍼 워컨
- 빙 레임스
- 해리 시어러
- 준 스퀴브
- 잭 맥기
- 케이티 애설턴
- 라이언 카트라이트
- 앨리 웡
- 레타
- 제시카 고메스
- 로버트 워커
- 앤드루 윌슨

## 기타 제작진
- 총괄 제작: 티머시 M. 본, 크리스 콜스, 크리스 펜턴, 톰 폴록